# 遠い夏の日
『遠い夏の日』（とおいなつのひ）は、1971年10月6日から1972年2月16日までフジテレビ系列局で放送されていたテレビドラマである。関西テレビと松山善三プロダクションの共同製作。三菱グループの単独提供。全20話。放送時間は毎週水曜 22:00 - 22:45 （日本標準時）。
終戦直後の学校を舞台とした作品。

## 出演者
- 田村高廣
- 小山明子
- 伴淳三郎
- 小柳久子
- 毛利菊枝
- 志垣太郎
- ほか

## スタッフ
- 脚本：松山善三
- 演出：松山善三
- 制作：KTV、松山善三プロダクション

## 口パク事件
2月2日放送分で、教師が教え子の兄に少年自衛隊への入隊をやめるように諭すシーンで音声が切られ、口パクになる状態が生じた。削られたのは「自衛隊というところは、人殺しを教えるところだ」という教師の台詞。松山プロの抗議に対する関西テレビからの回答は、「放送の当日に試写を見て、公共の放送が社会に与える影響の大きさを考えて、局の判断で、不当な台詞と判断して取り消させた」というものだった。本作のスポンサーは日本最大の兵器産業グループである三菱グループが務めていたが、局側は「外部からの圧力はいっさいなし」と否定した。

## ドラマの終わり方
通常のドラマでは最後に「終」「つづく」などのテロップやカットが表示されるが、このドラマでは、例えば、座っていた主役の田村高廣がおもむろに立ち上がり、カメラの前に置いてあるざるをひっくり返すとざるの底に「つづく」と書いてあるといった工夫が毎回なされていた。